# Scorțeni (Prahova)
Scorţeni é uma comuna romena localizada no distrito de Prahova, na região de Muntênia. A comuna possui uma área de  km² e sua população era de 6195 habitantes segundo o censo de 2007.